# Вишневский, Дмитрий Олегович
Дми́трий Оле́гович Вишне́вский (род. 3 января 1990, Богатищево, Московская область) — российский хоккеист. Игрок московского «Спартака», выступающего в КХЛ.

## Карьера

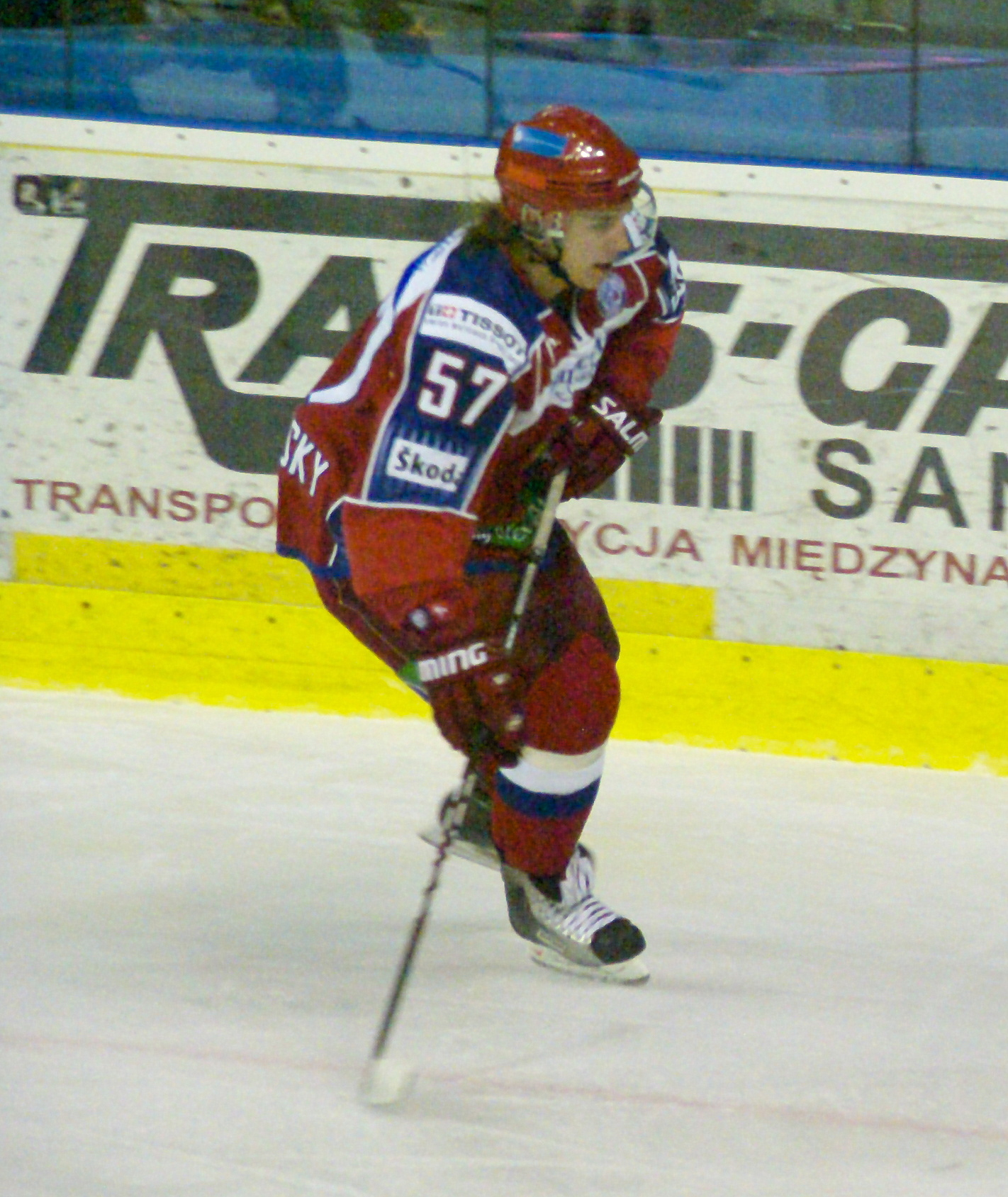
Дмитрий Вишневский в 2010 году

Воспитанник московской ДЮСШ «Русь». В 2007 году был приглашён во второй состав московского «Спартака». Начал стабильно выступать за «Спартак» с первого сезона КХЛ 2008/09, в котором он отыграл 19 матчей. После обязательной диспансеризации, которой подверглись все хоккеисты КХЛ после трагического случая с Алексеем Черепановым, 19-летнему Вишневскому было рекомендовано закончить карьеру из-за проблем с сердечно-сосудистой системой. До лета 2009 года хоккеист проходил вынужденное медицинское обследование, после чего Вишневский вернулся в большой хоккей. Медобследование, которое прошёл 19-летний игрок не выявило отклонений в его здоровье, однако ему было рекомендовано не вылетать с командой на выездные игры.
Перед началом сезона 2009/10 Дмитрий вновь попал в неприятную ситуацию, связанную уже с допинг-пробой. При обследовании у него был найден гидрохлортиазид, относящейся к классу диуретиков и запрещённый для применения в спорте. Этот случай разбирался дисциплинарным комитетом КХЛ. В итоге, Дмитрий всё же продолжил профессиональную карьеру и стабильно выступал за красно-белых.
После досрочного окончания выступления «Спартака» в плей-офф КХЛ 2011 Дмитрия, а также его одноклубников Якова Селезнёва, Филиппа Толузакова, Александра Гоголева и Артёма Воронина командировали в фарм-клуб ВХЛ — московские «Крылья Советов» для повышения игровой практики и участия в плей-офф ВХЛ 2011 года.
21 декабря 2011 года был обменян вместо Ильи Антоновского в столичное «Динамо». В составе «Динамо» завоевал два Кубка Гагарина подряд, в сезонах 2011/12 и 2012/13 годов. Также имеет выступления за аффилированный московскому «Динамо» клуб — балашихинское «Динамо» в сезоне ВХЛ 2012/13.
6 декабря 2018 года вернулся в московский «Спартак», подписав контракт до 30 апреля 2019 года. В сезонах 2019/20 и 2020/21 Вишневский признавался лучшим игроком по мнению болельщиков «Спартака». 16 июля 2021 года продлил контракт с клубом на два года. 3 июня 2022 года заключил новый контракт со «Спартаком» на три года. 18 июня 2025 года продлил контракт с клубом ещё на один год.

## Статистика
| Легенда | Легенда                    | Легенда | Легенда                   | Легенда | Легенда    |
| ------- | -------------------------- | ------- | ------------------------- | ------- | ---------- |
| И       | Количество проведённых игр | Штр     | Штрафное время            | +/−     | Плюс-минус |
| Г       | Голы                       | П       | Голевые передачи          | О       | Очки       |
| -       | Статистика неизвестна      | —       | Статистика не учитывалась |         |            |

## Достижения
- Обладатель Кубка Мэра Москвы: 2009, 2012, 2014, 2023
- Бронзовый призёр Кубка Мэра Москвы: 2010
- Обладатель Кубка Гагарина: 2011/12, 2012/13
- Обладатель Кубка Локомотива: 2012